# Габышев, Павел Петрович
Павел Петрович Габышев (1901—1970) — советский медицинский работник (подполковник медицинской службы) и государственный деятель.

## Биография
Родился 23 февраля (по другим данным 25 декабря) 1901 года в селе Уолбут Олекминского округа в крестьянской семье.
После окончания Нерюктяйинской школы, в 1924 году поступил и в 1928 году окончил Якутский медицинский техникум, начав свою медицинскую деятельность фельдшером в таёжной деревне Бясь-Кюель родного Олёкминского улуса. В 1937 году с отличием окончил Иркутский медицинский институт (ныне Иркутский государственный медицинский университет) и остался в его аспирантуре госпитальной хирургии. Здесь Павла Габышева застала Великая Отечественная война.
В июле 1941 года он был призван в ряды Красной армии, где прошёл путь от ординатора операционно-перевязочного взвода 54-го медсанбата 102-й стрелковой дивизии до командира медицинской роты. В 1941—1945 годах Павел Петрович был ведущим хирургом 54-го медсанбата 65-й стрелковой дивизии. В октябре 1941 года был принят в члены ВКП(б) политотделом 65-й стрелковой дивизии.
Продолжив службу в армии, П. П. Габышев в 1946 году был назначен начальником хирургического отделения Архангельского окружного военного госпиталя № 191. 1 февраля 1949 года по ходатайству правительства Якутской АССР он был демобилизован из Советской армии и по приглашению Министерства здравоохранения ЯАССР прибыл в Якутию на должность главного хирурга Министерства здравоохранения Якутской АССР, где проработал по 1953 год. В 1953 году был утвержден заместителем министра здравоохранения Якутской АССР, где работал в течение семи лет.
С 1968 года — персональный пенсионер республиканского значения.
Умер 7 мая 1970 года в Якутске.

## Заслуги
- Награждён орденами Отечественной войны 1-й и 2-й степеней, двумя орденами Красной Звезды, а также медалями, среди которых «За оборону Ленинграда» и «За оборону Советского Заполярья».
- Был удостоен почетных званий «Заслуженный врач РСФСР» (1952) и «Заслуженный врач Якутской АССР».
- Yагражден Почетной грамотой Верховного Совета РСФСР.

## Память
- Именем Павла Габышева названа одна из улиц Якутска.
- В 2004 году Указом Президента Республики Саха (Якутия) В. А. Штырова, имя П. П. Габышева было присвоено Олбутской основной общеобразовательной школе Олекминского района, где учился Павел Петрович[4].